# الإيمان بالرسل
الإيمان بالرسل، هو الركن الرابع من أركان الإيمان، فلا يصلح إيمان العبد إلا به.
فقد أمر الله سبحانه بالإيمان بهم، وقرن ذلك بالإيمان به فقال: ﴿فَآمِنُوا بِاللَّهِ وَرُسُلِهِ﴾ [النساء:171].
وجاء الإيمان بالرسل، في «المرتبة الرابعة» من التعريف النبوي للإيمان، كما في حديث جبريل: «أن تؤمن بالله وملائكته وكتبه ورسله..».، وقرن الله سبحانه الكفر بالرسل بالكفر به، فقال: ﴿وَمَنْ يَكْفُرْ بِاللَّهِ وَمَلَائِكَتِهِ وَكُتُبِهِ وَرُسُلِهِ وَالْيَوْمِ الْآخِرِ فَقَدْ ضَلَّ ضَلَالًا بَعِيدًا ۝١٣٦﴾ [النساء:136]، ففي هذه الآيات دليل على أهمية الإيمان بالرسل، ومنزلته في دين الله.

## الفرق بين النبي والرسول
- الرسول: هو الذي أنزل عليه كتاب ومعجزة تثبت نبوته، وأمره الله بدعوة قومه لعبادة الله.
- أما النبي: هو الذي لم ينزل عليه كتاب إنما أُوحيَ إليه أن يدعو قومه لشريعة رسول قبله مثل أنبياء بني إسرائيل كانوا يدعون لشريعة موسى وما في التوراة.
- وعلى ذلك.. يكون كل «رسول، نبي» وليس كل «نبي، رسول».
والإيمان برسل الله عز وجل، مرتبط ببعضه، حيث من كفر بواحد منهم، فقد كفر بالله تعالى، وبجميع الرسل، وذلك لأنهم جميعاً يدعون إلى دين واحد، وهو عبادة الله.
- كما قال تعالى: ﴿آمَنَ الرَّسُولُ بِمَا أُنْزِلَ إِلَيْهِ مِنْ رَبِّهِ وَالْمُؤْمِنُونَ كُلٌّ آمَنَ بِاللَّهِ وَمَلَائِكَتِهِ وَكُتُبِهِ وَرُسُلِهِ لَا نُفَرِّقُ بَيْنَ أَحَدٍ مِنْ رُسُلِهِ وَقَالُوا سَمِعْنَا وَأَطَعْنَا غُفْرَانَكَ رَبَّنَا وَإِلَيْكَ الْمَصِيرُ ۝٢٨٥﴾ [البقرة:285].
- وقال تعالى: ﴿إِنَّ الَّذِينَ يَكْفُرُونَ بِاللَّهِ وَرُسُلِهِ وَيُرِيدُونَ أَنْ يُفَرِّقُوا بَيْنَ اللَّهِ وَرُسُلِهِ وَيَقُولُونَ نُؤْمِنُ بِبَعْضٍ وَنَكْفُرُ بِبَعْضٍ وَيُرِيدُونَ أَنْ يَتَّخِذُوا بَيْنَ ذَلِكَ سَبِيلًا ۝١٥٠ أُولَئِكَ هُمُ الْكَافِرُونَ حَقًّا وَأَعْتَدْنَا لِلْكَافِرِينَ عَذَابًا مُهِينًا ۝١٥١ وَالَّذِينَ آمَنُوا بِاللَّهِ وَرُسُلِهِ وَلَمْ يُفَرِّقُوا بَيْنَ أَحَدٍ مِنْهُمْ أُولَئِكَ سَوْفَ يُؤْتِيهِمْ أُجُورَهُمْ وَكَانَ اللَّهُ غَفُورًا رَحِيمًا ۝١٥٢﴾ [النساء:150–152].
وعلينا الإيمان، بأنهم بلّغوا جميع ما أُرِسلوا به، وما أمرهم الله به، وأنهم بيّنوه بياناً لا يسع أحداً ممّن أرسلوا إليه جهله، ولا يحل خلافه.
- قال تعالى: ﴿فَهَلْ عَلَى الرُّسُلِ إِلَّا الْبَلَاغُ الْمُبِينُ ۝٣٥﴾ [النحل:35].
- وقال تعالى: ﴿فَإِنْ تَوَلَّوْا فَإِنَّمَا عَلَيْكَ الْبَلَاغُ الْمُبِينُ ۝٨٢﴾ [النحل:82].

وأما الإيمان بمحمد ﷺ، فتصديقه واتباع ما جاء به من الشرائع إجمالاً وتفصيلاً.

## معنى الإيمان بالرسل
معنى الإيمان بالرسل، كما ورد في كتاب «معارج القبول» هو: (التصديق الجازم بأن الله تعالى، بعث في كل أمةٍ رسولاً، يدعوهم إلى عبادة الله وحده، لا شريك له، والكفر بما يعبد من دونه، وأَنَّ جميعهم صادقون مصدقون أتقياء أمناء هداة مهتدون، وأنهم بلَّغوا جميع ما أرسلهم الله به، لم يكتموا حرفاً، ولم يغيروه، ولم يزيدوا فيه من عند أنفسهم حرفاً ولم ينقصوه، فهل على الرسل إلا البلاغ المبين).
- وأنهم كلهم كانوا على الحق المبين، وأن الله تعالى اتخذ إبراهيم خليلاً، واتخذ محمداً ﷺ خليلاً، وكلَّم موسى تكليماً، ورفع إدريس مكاناً عليَّا، وأن عيسى عبد الله ورسوله، وكلمته ألقاها إلى مريم وروح منه، وأن الله تعالى فضل بعضهم على بعض، ورفع بعضهم على بعض درجات.
- وقد اتفقت دعوتهم من أولهم إلى آخرهم في أصل الدين وهو توحيد الله عز وجل بإلهيته، وربوبيته، وأسمائه وصفاته، ونفي ما يضاد ذلك، أو ينافي كماله، كما تقدم ذلك في تقرير توحيد الطلب والقصد.

وأما فروع الشرائع، من الفرائض، والحلال، والحرام، فقد تختلف.. فيفرض على هؤلاء، ما لا يفرض على هؤلاء، ويُخفف على هؤلاء، ما شدد على أولئك، ويحرم على أمة ما يحل للأخرى وبالعكس لحكمة بالغة وغاية محمودة قضاها الله عز وجل «ليبلوكم فيما آتاكم»، ول«يبلوكم أيكم أحسن عملاً».
وقد ذكر الله تعالى في كتابه منهم: آدم، ونوح، وإدريس، وهود، وصالح، وإبراهيم، وإسماعيل، وإسحاق، ويعقوب، ويوسف، ولوط، وشعيب، ويونس، وموسى، وهارون، وإلياس، وزكريا، ويحيى، واليسع، وذا الكفل، وداود، وسليمان، وأيوب، وذكر الأسباط جملة، وعيسى، ومحمد ﷺ، وقص علينا من أنبائهم ونبَّأنا من أخبارهم ما فيه كفاية وعبرة وموعظة إجمالاً وتفصيلاً.
- قال تعالى: ﴿وَرُسُلًا قَدْ قَصَصْنَاهُمْ عَلَيْكَ مِنْ قَبْلُ وَرُسُلًا لَمْ نَقْصُصْهُمْ عَلَيْكَ وَكَلَّمَ اللَّهُ مُوسَى تَكْلِيمًا ۝١٦٤﴾ [النساء:164].
- وقال تعالى: ﴿وَلَقَدْ أَرْسَلْنَا رُسُلًا مِنْ قَبْلِكَ مِنْهُمْ مَنْ قَصَصْنَا عَلَيْكَ﴾ [غافر:78].

فنؤمن بجميعهم تفصيلاً فيما فصل، وإجمالاً فيما أجمل.
وكتب الشيخ محمد طه شعبان: (الإِيمَانُ بِالرُّسُلِ مَعْنَاهُ، اعْتِقَادُ أَرْبَعَةِ أَشْيَاء:
- أَوَّلًا: الإِيمَانُ بِأَنَّ اللهَ تَعَالَى قَدْ بَعَثَ فِي كُلِّ أُمَّةٍ رَسُولًا يَدعُوهُمْ إِلَى عِبَادَةِ اللهِ وَحْدَهُ وَالْكُفْرِ بِمَا يُعْبَدُ مِنْ دُونِهِ سُبْحَانَهُ وَتَعَالَى.. كَمَا قَالَ تَعَالَى: ﴿وَلَقَدْ بَعَثْنَا فِي كُلِّ أُمَّةٍ رَسُولًا أَنِ اعْبُدُوا اللَّهَ وَاجْتَنِبُوا الطَّاغُوتَ﴾ [النحل:36].
- ثَانِيًا: الْإِيمَانُ بِالرُّسُلِ، الَّذِينَ ذُكِرَتْ لَنَا أَسْمَاؤُهُمْ فِي الْكِتَابِ وَالسُّنَّةِ؛ وَهُمْ: (آدَمُ، وَنْوحٌ، وَإِدْرِيسُ، وَإِبْرَاهِيمُ، وَإِسْحَاقُ، وَيَعْقُوبُ، وَدَاوُدُ، وَسُلَيْمَانُ، وَأَيُّوبُ، وَيُوسُفُ، وَمُوسَى، وَهَارُونُ، وَزَكَرِيَّا، وَيَحْيَى، وَعِيسَى، وَإِلْيَاسُ، وَإِسْمَاعِيلُ، وَالْيَسَعُ، وَيُونُسُ، وَهُودٌ، وَصَالِحٌ، وَلُوطٌ، وَشُعَيْبٌ، وَذُو الكِفْلِ، وَخَاتَمُ النَّبِيِّينَ مُحَمَّدٌ)، فهؤلَاء خَمْسَةٌ وَعِشْرُونَ نَبِيًّا وَرَسُولًا، عَلَيْهِمُ الصَّلَاةُ وَالسَّلَامُ أَجْمَعِينَ.. وَالْإِيمَانُ بِالرُّسُلِ، الَّذِينَ لَمْ تُذْكَرْ لَنَا أَسْمَاؤُهُمْ؛ كَمَا قَالَ تَعَالَى: ﴿وَلَقَدْ أَرْسَلْنَا رُسُلًا مِنْ قَبْلِكَ مِنْهُمْ مَنْ قَصَصْنَا عَلَيْكَ وَمِنْهُمْ مَنْ لَمْ نَقْصُصْ عَلَيْكَ﴾ [غافر:78].
- ثَالِثًا: الْإِيمَانُ بِأَنَّ مُحَمَّدًا ﷺ، هُوَ آخِرُ الْأَنْبِياءِ، فَلَا نَبِيَّ بَعْدَهُ؛ كَمَا قَالَ تَعَالَى: ﴿مَا كَانَ مُحَمَّدٌ أَبَا أَحَدٍ مِنْ رِجَالِكُمْ وَلَكِنْ رَسُولَ اللَّهِ وَخَاتَمَ النَّبِيِّينَ وَكَانَ اللَّهُ بِكُلِّ شَيْءٍ عَلِيمًا ۝٤٠﴾ [الأحزاب:40].
- رَابِعًا: اعْتِقَادُ أَنَّهُمْ عَلَيْهِمُ الصَّلَاةُ وَالسَّلَامُ بَلَّغُوا جَمِيعَ مَا أَرْسَلَهُمُ اللهُ بِهِ، لَمْ يَكْتُمُوا حَرْفًا وَلَمْ يُغَيِّرُوهُ وَلَمْ يَزِيدُوا فِيهِ مِنْ عِنْدِ أَنْفُسِهِمْ حَرْفًا وَلَمْ يُنْقِصُوهُ؛ كَمَا قَالَ تَعَالى: ﴿فَهَلْ عَلَى الرُّسُلِ إِلَّا الْبَلَاغُ الْمُبِينُ ۝٣٥﴾ [النحل:35].[4]

## الرسل المذكورن في القرآن والسنة
ذكر الله في كتابه، خمسة وعشرين نبياً ورسولاً، فذكر في مواضع متفرقة آدم، وهوداً، وصالحاً، وشعيباً، وإسماعيل، وإدريس، وذا الكفل، ومحمداً عليهم السلام. وذكر ثمانية عشر منهم في موضع واحد في سورة الأنعام.
من هؤلاء الخمسة والعشرين أربعة من العرب، فقد جاء في حديث أبي ذر في ذكر الأنبياء والمرسلين: (منهم أربعة من العرب: هود، وصالح، وشعيب، ونبيك يا أبا ذر). ويقال للعرب الذين كانوا قبل إسماعيل: العرب العاربة، وأمّا العرب المستعربة فهم من ولد إسماعيل بن إبراهيم الخليل ، وهود، وصالح، كانا من العرب العاربة.
الأنبياء الذين سبق ذكرهم مذكورون في القرآن بأسمائهم، وهنا بعض الأنبياء أشار القرآن إلى نبوتهم، ولكننا لا نعرف أسماءهم، وهم الأسباط، والأسباط هم أولاد يعقوب، وقد كانوا اثني عشر رجلاً عرّفنا القرآن باسم واحد منهم وهو يوسف، والباقي وعددهم أحد عشر رجلاً لم يعرفنا الله بأسمائهم، ولكنه أخبرنا بأنّه أوحى إليهم، قال تعالى: ﴿قُولُوا آمَنَّا بِاللَّهِ وَمَا أُنْزِلَ إِلَيْنَا وَمَا أُنْزِلَ إِلَى إِبْرَاهِيمَ وَإِسْمَاعِيلَ وَإِسْحَاقَ وَيَعْقُوبَ وَالْأَسْبَاطِ﴾ [البقرة:136].
- هناك أنبياء ورد ذكرهم في السنة، ولم ينصّ القرآن على أسمائهم، وهم:

1. شيث: يقول ابن كثير: (وكان نبيّاً بنصّ الحديث الذي رواه ابن حبان في صحيحه عن أبي ذر مرفوعاً أنّه أنزل عليه خمسون صحيفة).[8]
2. يوشع بن نون: روى أبو هريرة قال: قال رسول الله ﷺ: «غزا نبيٌّ من الأنبياء، فقال لقومه: لا يتبعني رجل قد ملك بضع امرأة، وهو يريد أن يبني بها، ولمّا يبنِ، ولا آخر قد بنى بنياناً ولما يرفع سقفها، ولا آخر قد اشترى غنماً أو خلفات وهو منتظر ولادها، قال: فغزا، فأدنى للقرية حين صلاةِ العصر، أو قريباً من ذلك، فقال للشمس: أنت مأمورة، وأنا مأمور، اللهمَّ احبسها عليَّ شيئاً، فحسبت عليه حتى فتح الله عليه».[9].. والدليل على أنَّ هذا النبي هو يوشع قوله ﷺ: «إنَّ الشمس لم تحبس إلاّ ليوشع ليالي سار إلى بيت المقدس».[10][11]

- هناك آخرون مختلف في نبوتهم مثل:

1. ذو القرنين: ذكر الله خبر ذي القرنين في آخر سورة الكهف، ومما أخبر الله به عنه أنه خاطبه ﴿قُلْنَا يَا ذَا الْقَرْنَيْنِ إِمَّا أَنْ تُعَذِّبَ وَإِمَّا أَنْ تَتَّخِذَ فِيهِمْ حُسْنًا ۝٨٦﴾ [الكهف:86].. فهل كان هذا الخطاب بواسطة نبيّ كان معه، أو كان هو نبيّاً؟ جزم الفخر الرازي بنبوته،[12]، وقال ابن حجر: (وهذا مرويٌّ عن عبد الله بن عمرو، وعليه ظاهر القرآن)[13] ومن الذين نفوا نبوته علي بن أبي طالب.[14]
2. تبع: ورد ذكر تبع في القرآن الكريم، قال تعالى: ﴿أَهُمْ خَيْرٌ أَمْ قَوْمُ تُبَّعٍ وَالَّذِينَ مِنْ قَبْلِهِمْ أَهْلَكْنَاهُمْ إِنَّهُمْ كَانُوا مُجْرِمِينَ ۝٣٧﴾ [الدخان:37]، وقال: ﴿كَذَّبَتْ قَبْلَهُمْ قَوْمُ نُوحٍ وَأَصْحَابُ الرَّسِّ وَثَمُودُ ۝١٢ وَعَادٌ وَفِرْعَوْنُ وَإِخْوَانُ لُوطٍ ۝١٣ وَأَصْحَابُ الْأَيْكَةِ وَقَوْمُ تُبَّعٍ كُلٌّ كَذَّبَ الرُّسُلَ فَحَقَّ وَعِيدِ ۝١٤﴾ [ق:12–14]، فهل كان نبيّاً مرسلاً إلى قومه فكذبوه فأهلكهم الله؟ الله أعلم بذلك. والأفضل التوقف في أمر ذي القرنين وتُبّع .. والأفضل أن يتوقف في إثبات النبوة لهذين، لأنه صحّ عن الرسول ﷺ أنه قال: «ما أدري أتُبّع نبيّاً أم لا، وما أدري ذا القرنين نبياً أم لا».[15] فإذا كان الرسول ﷺ لا يدري، فنحن أحرى بأن لا ندري.
3. الخضر: الخضر هو العبد الصالح الذي رحل إليه موسى ليطلب منه علماً، وقد حدثنا الله عن خبرهما في سورة الكهف.

وسياق القصة يدلّ على نبوته من وجوه:
1. قوله تعالى: ﴿فَوَجَدَا عَبْدًا مِنْ عِبَادِنَا آتَيْنَاهُ رَحْمَةً مِنْ عِنْدِنَا وَعَلَّمْنَاهُ مِنْ لَدُنَّا عِلْمًا ۝٦٥﴾ [الكهف:65]، والأظهر أنّ هذه الرحمة هي رحمة النبوة، وهذا العلم هو ما يوحى إليه به من قبل الله.
2. قول موسى له: ﴿هَلْ أَتَّبِعُكَ عَلَى أَنْ تُعَلِّمَنِ مِمَّا عُلِّمْتَ رُشْدًا ۝٦٦ قَالَ إِنَّكَ لَنْ تَسْتَطِيعَ مَعِيَ صَبْرًا ۝٦٧ وَكَيْفَ تَصْبِرُ عَلَى مَا لَمْ تُحِطْ بِهِ خُبْرًا ۝٦٨ قَالَ سَتَجِدُنِي إِنْ شَاءَ اللَّهُ صَابِرًا وَلَا أَعْصِي لَكَ أَمْرًا ۝٦٩ قَالَ فَإِنِ اتَّبَعْتَنِي فَلَا تَسْأَلْنِي عَنْ شَيْءٍ حَتَّى أُحْدِثَ لَكَ مِنْهُ ذِكْرًا ۝٧٠﴾ [الكهف:66–70] فلو كان غير نبيّ لم يكن معصوماً، ولم يكن لموسى –وهو نبيٌّ عظيم، ورسول كريم، واجب العصمة– كبيرُ رغبةٍ، ولا عظيم طلبة في علم وَليٍّ غير واجب العصمة، ولما عزم على الذهاب إليه، والتفتيش عنه، ولو أنَّه يمضي حقباً من الزمان، قيل: ثمانين سنة، ثمَّ لما اجتمع به، تواضع له، وعظّمه، واتبعه في صورة مستفيد منه، دلّ على أنه نبيٌّ مثله، يوحى إليه كما يوحى إليه، وقد خصّ من العلوم اللدنيَّة والأسرار النبويَّة بما لم يطلع الله عليه موسى الكليم، نبيّ بني إسرائيل الكريم.
3. أنّ الخضر أقدم على قتل ذلك الغلام، وما ذاك إلا للوحي إليه من الملك العلام، وهذا دليل مستقلٌّ على نبوتَّه، وبرهان ظاهر على عصمته، لأنَّ الولي لا يجوز له الإقدام على قتل النفوس بمجرد ما يلقى في خلده، لأنَّ خاطره ليس بواجب العصمة، إذ يجوز الخطأ عليه بالاتفاق، ولما أقدم الخضر على قتل ذلك الغلام الذي لم يبلغ الحلم علماً منه بأنّه إذا بلغ يكفر، ويحمل أبويه على الكفر لشّدة محبتهما له، فيتابعانه عليه، ففي قتله مصلحة عظيمة تربو على بقاء مهجته صيانة لأبويه عن الوقوع في الكفر وعقوبته دلّ ذلك على نبوته وأنّه مؤيد من الله بعصمته.
4. أنّه لمَّا فسر الخضر تأويل تلك الأفاعيل لموسى، ووضح له عن حقيقة أمره وجلاَّه، قال بعد ذلك كلّه: ﴿رَحْمَةً مِنْ رَبِّكَ وَمَا فَعَلْتُهُ عَنْ أَمْرِي﴾ [الكهف: 82]، يعني ما فعلته من تلقاء نفسي، بل أمرت به، وأوحي إليّ فيه.[17]

## عقيدة أهل السنة والجماعة في الإيمان بالرسل
أهل السنة والجماعة يؤمنون، ويعتقدون، اعتقاداً جازماً بأن الله سبحانه، أرسل إلى عباده رسلاً مبشرين ومنذرين، ودعاة إلى دين الحق، لهداية البشر، وإخراجهم من الظلمات إلى النور.
فكانت دعوتهم إنقاذاً للأمم من الشرك والوثنية، وتطهيراً للمجتمعات من التحلل والفساد، وأنهم بلغوا الرسالة، وأدوا الأمانة، ونصحوا الأمة، وجاهدوا في الله حق جهاده، وقد جاؤوا بمعجزات باهرات تدل على صدقهم، ومن كفر بواحد منهم؛ فقد كفر بالله تعالى وبجميع الرسل، قال تعالى: ﴿إِنَّ الَّذِينَ يَكْفُرُونَ بِاللَّهِ وَرُسُلِهِ وَيُرِيدُونَ أَنْ يُفَرِّقُوا بَيْنَ اللَّهِ وَرُسُلِهِ وَيَقُولُونَ نُؤْمِنُ بِبَعْضٍ وَنَكْفُرُ بِبَعْضٍ وَيُرِيدُونَ أَنْ يَتَّخِذُوا بَيْنَ ذَلِكَ سَبِيلًا ۝١٥٠ أُولَئِكَ هُمُ الْكَافِرُونَ حَقًّا وَأَعْتَدْنَا لِلْكَافِرِينَ عَذَابًا مُهِينًا ۝١٥١ وَالَّذِينَ آمَنُوا بِاللَّهِ وَرُسُلِهِ وَلَمْ يُفَرِّقُوا بَيْنَ أَحَدٍ مِنْهُمْ أُولَئِكَ سَوْفَ يُؤْتِيهِمْ أُجُورَهُمْ وَكَانَ اللَّهُ غَفُورًا رَحِيمًا ۝١٥٢﴾ [النساء:150–152].
وقد بين الله الحكمة من بعثة الرسل الكرام، فقال تعالى: ﴿رُسُلًا مُبَشِّرِينَ وَمُنْذِرِينَ لِئَلَّا يَكُونَ لِلنَّاسِ عَلَى اللَّهِ حُجَّةٌ بَعْدَ الرُّسُلِ وَكَانَ اللَّهُ عَزِيزًا حَكِيمًا ۝١٦٥﴾ [النساء:165].
ولقد أرسل الله رسلاً وأنبياء كثيرين، منهم من ذكره لنا في كتابه أو على لسان نبيه ﷺ ومنهم من لم يخبرنا عنهم، قال تعالى: ﴿وَلَقَدْ أَرْسَلْنَا رُسُلًا مِنْ قَبْلِكَ مِنْهُمْ مَنْ قَصَصْنَا عَلَيْكَ﴾ [غافر:78] وقال: ﴿وَلَقَدْ بَعَثْنَا فِي كُلِّ أُمَّةٍ رَسُولًا أَنِ اعْبُدُوا اللَّهَ وَاجْتَنِبُوا الطَّاغُوتَ﴾ [النحل:36].
والمذكور من أسمائهم في القرآن الكريم خمسة وعشرون رسولاً ونبياً، وهم: أبو البشر آدم، إدريس، نوح، هود، صالح، إبراهيم، لوط، إسماعيل، إسحاق، يعقوب، يوسف، شعيب، أيوب، ذو الكفل، موسى، هارون، داود، سليمان، إلياس، اليسع، يونس، زكريا، يحيى، عيسى، ومحمد خاتم الأنبياء والرسل؛ صلوات الله وسلامه عليهم أجمعين. وأفضل أولي العزم نبي الإسلام، وخاتم الأنبياء والمرسلين ورسول رب العالمين؛ محمد بن عبد الله ﷺ قال الله تبارك وتعالى: ﴿وَلَكِنْ رَسُولَ اللَّهِ وَخَاتَمَ النَّبِيِّينَ﴾ [الأحزاب:40].
وأهل السنة والجماعة: يؤمنون بهم جميعاً من سمى الله منهم، ومن لم يسمِّ، من أولهم آدم ، إلى آخرهم وخاتمهم وأفضلهم النبي محمد بن عبدالله -صلى الله عليهم أجمعين.
والإيمان بالرسل إيمان مجمل، والإيمان بنبينا محمد ﷺ إيمان مفصل يقتضي ذلك منهم اتباعه فيما جاء به على وجه التفصيل.

## العلاقة بين الإيمان بالله والإيمان بالرسل
الذين يزعمون أنَّهم مؤمنون بالله ولكنّهم يكفرون بالرسل والكتب هؤلاء لا يقدرون الله حقَّ قدره، كما قال تعالى: ﴿وَمَا قَدَرُوا اللَّهَ حَقَّ قَدْرِهِ إِذْ قَالُوا مَا أَنْزَلَ اللَّهُ عَلَى بَشَرٍ مِنْ شَيْءٍ﴾ [الأنعام:91]. فالذين يقدرون الله حقَّ قدره، ويعلمون صفاته التي اتصف بها من العلم والحكمة والرحمة لا بدَّ أن يوقنوا بأنَّه أرسل الرسل وأنزل الكتب، لأن هذا مقتضى صفاته، فهو لم يخلق الخلق عبثاً، ﴿أَيَحْسَبُ الْإِنْسَانُ أَنْ يُتْرَكَ سُدًى ۝٣٦﴾ [القيامة:36].
ومن كفر بالرسل وهو يزعم أنَّه يؤمن بالله فهو عند الله كافر لا ينفعه إيمانه، قال تعالى: ﴿إِنَّ الَّذِينَ يَكْفُرُونَ بِاللَّهِ وَرُسُلِهِ وَيُرِيدُونَ أَنْ يُفَرِّقُوا بَيْنَ اللَّهِ وَرُسُلِهِ وَيَقُولُونَ نُؤْمِنُ بِبَعْضٍ وَنَكْفُرُ بِبَعْضٍ وَيُرِيدُونَ أَنْ يَتَّخِذُوا بَيْنَ ذَلِكَ سَبِيلًا ۝١٥٠ أُولَئِكَ هُمُ الْكَافِرُونَ حَقًّا﴾ [النساء:150–151].
فقد نصَّت الآية على كفر من زعم الإيمان بالله وكفر بالرسل: ﴿وَيُرِيدُونَ أَنْ يُفَرِّقُوا بَيْنَ اللَّهِ وَرُسُلِهِ﴾ [النساء:150]، يقول القرطبي في هذه الآية: (نصّ سبحانه على أنَّ التفريق بين الله ورسله كفر، وإنَّما كان كفراً لأنَّ الله فرض على الناس أن يعبدوه بما شرعه على ألسنة الرسل، فإذا جحدوا الرسل ردّوا عليهم شرائعهم، ولم يقبلوها منهم، فكانوا ممتنعين من التزام العبودية التي أُمروا بالتزامها، فكان كجحد الصانع سبحانه، وجحد الصانع كفر لما فيه من ترك التزام الطاعة والعبودية، وكذلك التفريق بين الله ورسله).

## صفات الرسل[21]
1. أنهم بشر، والفرق بينهم وبين غيرهم أن الله اختصهم بالوحي والرسالة، قال تعالى: ﴿وَمَا أَرْسَلْنَا قَبْلَكَ إِلَّا رِجَالًا نُوحِي إِلَيْهِمْ﴾ [الأنبياء:7].. فليس لهم من خصائص الربوبية والألوهية شيء، ولكنهم بشر بلغوا الكمال في الخِلقة الظاهرة، كما بلغوا الذروة في كمال الأخلاق، كما أنهم خير الناس نسبا، ولهم من العقول الراجحة واللسان المبين ما يجعلهم أهلًا لتحمل تبعات الرسالة والقيام بأعباء النُبوَّة.. وإنما جعل الله الرسل من البشر ليكون قدوتهم من جنسهم، وحينئذ فإن اتباع الرسول والاقتداء به هو في مقدورهم وفي حدود طاقتهم.
2. اختصهم الله بالرسالة، فالله عز وجل قد خصهم بالوحي دون بقية الناس، كما قال سبحانه: ﴿قُلْ إِنَّمَا أَنَا بَشَرٌ مِثْلُكُمْ يُوحَى إِلَيَّ أَنَّمَا إِلَهُكُمْ إِلَهٌ وَاحِدٌ﴾ [الكهف:110]. فليست النبوة والرسالة مكتسبة بالصفاء الروحي ولا الذكاء والمنطق العقلي، وإنما اختيار واصطفاء رباني، فقد اختار الله الرسل واصطفاهم من بين سائر الناس، كما قال تعالى: ﴿اللَّهُ أَعْلَمُ حَيْثُ يَجْعَلُ رِسَالَتَهُ﴾ [الأنعام:124].
3. أنهم معصومون فيما يبلِّغونه عن الله، فهم لا يخطئون في التبليغ عن الله، ولا يخطئون في تنفيذ ما أوحى الله به إليهم.
4. الصدق، فالرسل عليهم السلام صادقون في أقوالهم وأعمالهم، قال تعالى: ﴿هَذَا مَا وَعَدَ الرَّحْمَنُ وَصَدَقَ الْمُرْسَلُونَ ۝٥٢﴾ [يس:52].
5. الصبر، فقد دعوا إلى دين الله تعالى مبشرين ومنذرين، وقد أصابتهم صنوف الأذى وأنواع المشاق، فصبروا وتحمّلوا في سبيل إعلاء كلمة الله، قال تعالى: ﴿فَاصْبِرْ كَمَا صَبَرَ أُولُو الْعَزْمِ مِنَ الرُّسُلِ﴾ [الأحقاف:35].

## واجب المؤمنين تجاه الرسل
يجب على الأمة تجاه الرسل، حقوق عظيمة بحسب ما أنزلهم الله من المنازل الرفيعة في الدين، وما رفعهم الله إليه من الدرجات السامية الجليلة عنده، وما شرفهم به من المهمات النبيلة، وما اصطفاهم به، من تبليغ وحيه وشرعه لعامة خلقه. ومن هذه الحقوق:
1. تصديقهم جميعًا فيما جاءوا به، وأنهم مرسلون من ربهم، مبلغون عن الله ما أمرهم الله بتبليغه لمن أرسلوا إليهم وعدم التفريق بينهم في ذلك. قال تعالى: ﴿وَمَا أَرْسَلْنَا مِنْ رَسُولٍ إِلَّا لِيُطَاعَ بِإِذْنِ اللَّهِ﴾ [النساء:64]. فيجب تصديق الرسل فيما جاءوا به من الرسالات وهذا مقتضى الإيمان بهم.. ومما يجب معرفته أنه لا يجوز لأحد من الثقلين متابعة أحدٍ من الرسل السابقين بعد مبعث محمد ﷺ المبعوث للناس كافة، إذْ أن شريعته جاءت ناسخة لجميع شرائع الأنبياء قبله، فلا دين إلا ما بعثه الله به ولا متابعة إلا لهذا النبي الكريم. قال تعالى: ﴿وَمَنْ يَبْتَغِ غَيْرَ الْإِسْلَامِ دِينًا فَلَنْ يُقْبَلَ مِنْهُ وَهُوَ فِي الْآخِرَةِ مِنَ الْخَاسِرِينَ ۝٨٥﴾ [آل عمران:85]. وقال تعالى: ﴿وَمَا أَرْسَلْنَاكَ إِلَّا كَافَّةً لِلنَّاسِ بَشِيرًا وَنَذِيرًا وَلَكِنَّ أَكْثَرَ النَّاسِ لَا يَعْلَمُونَ ۝٢٨﴾ [سبأ:28].
2. موالاتهم جميعًا ومحبتهم والحذر من بغضهم وعداوتهم.. قال تعالى: ﴿وَمَنْ يَتَوَلَّ اللَّهَ وَرَسُولَهُ وَالَّذِينَ آمَنُوا فَإِنَّ حِزْبَ اللَّهِ هُمُ الْغَالِبُونَ ۝٥٦﴾ [المائدة:56]. وقال تعالى: ﴿وَالْمُؤْمِنُونَ وَالْمُؤْمِنَاتُ بَعْضُهُمْ أَوْلِيَاءُ بَعْضٍ﴾ [التوبة:71]. فتضمنت الآية وصف المؤمنين بموالاة بعضهم لبعض فدخل في ذلك رسل الله الذين هم أكمل المؤمنين إيمانًا، وعليه فإن موالاتهم ومحبتهم في قلوب المؤمنين هي أعظم من موالاة غيرهم من الخلق لعلو مكانتهم في الدين ورفعة درجاتهم في الإيمان. ولذا حذر الله من معاداة رسله وعطفها في الذكر على معاداة الله وملائكته، وقرن بينهما في العقوبة والجزاء. فقال عز من قائل: ﴿مَنْ كَانَ عَدُوًّا لِلَّهِ وَمَلَائِكَتِهِ وَرُسُلِهِ وَجِبْرِيلَ وَمِيكَالَ فَإِنَّ اللَّهَ عَدُوٌّ لِلْكَافِرِينَ ۝٩٨﴾ [البقرة:98].
3. اعتقاد فضلهم على غيرهم من الناس، وأنه لا يبلغ منزلتهم أحد من الخلق مهما بلغ من الصلاح والتقوى، إذ الرسالة اصطفاء من الله يختص الله بها من يشاء من خلقه، ولا تنال بالاجتهاد والعمل. قال تعالى: ﴿اللَّهُ يَصْطَفِي مِنَ الْمَلَائِكَةِ رُسُلًا وَمِنَ النَّاسِ إِنَّ اللَّهَ سَمِيعٌ بَصِيرٌ ۝٧٥﴾ [الحج:75]. وقال تعالى: ﴿وَتِلْكَ حُجَّتُنَا آتَيْنَاهَا إِبْرَاهِيمَ عَلَى قَوْمِهِ نَرْفَعُ دَرَجَاتٍ مَنْ نَشَاءُ﴾ [الأنعام:83]. إلى أن قال بعد ذكر طائفة كبيرة من الأنبياء والمرسلين: ﴿وَكُلًّا فَضَّلْنَا عَلَى الْعَالَمِينَ ۝٨٦﴾ [الأنعام:86]. كما دلت السنة أيضًا على أن منزلة الرسل لا يبلغها أحد من الخلق لما رواه الشيخان من حديث أبي هريرة عن النبي ﷺ أنه قال: «لا ينبغي لعبد أن يقول: أنا خير من يونس بن متى».[22] وفي رواية للبخاري: «من قال أنا خير من يونس بن متى فقد كذب».[23] .. قال بعض شراح الحديث: (إنه ﷺ قال هذا زجرًا أن يتخيل أحد من الجاهلين شيئًا من حط مرتبة يونس ﷺ من أجل ما في القرآن العزيز من قصته). وبيّن العلماء: (أن ما جرى ليونس ﷺ لم يحطه من النبوة مثقال ذرة، وخص يونس بالذكر لما ذكر الله من قصته في القرآن الكريم كقوله تعالى: ﴿وَذَا النُّونِ إِذْ ذَهَبَ مُغَاضِبًا فَظَنَّ أَنْ لَنْ نَقْدِرَ عَلَيْهِ فَنَادَى فِي الظُّلُمَاتِ أَنْ لَا إِلَهَ إِلَّا أَنْتَ سُبْحَانَكَ إِنِّي كُنْتُ مِنَ الظَّالِمِينَ ۝٨٧ فَاسْتَجَبْنَا لَهُ وَنَجَّيْنَاهُ مِنَ الْغَمِّ وَكَذَلِكَ نُنْجِي الْمُؤْمِنِينَ ۝٨٨﴾ [الأنبياء:87–88]. وقوله تعالى: ﴿وَإِنَّ يُونُسَ لَمِنَ الْمُرْسَلِينَ ۝١٣٩ إِذْ أَبَقَ إِلَى الْفُلْكِ الْمَشْحُونِ ۝١٤٠ فَسَاهَمَ فَكَانَ مِنَ الْمُدْحَضِينَ ۝١٤١ فَالْتَقَمَهُ الْحُوتُ وَهُوَ مُلِيمٌ ۝١٤٢ فَلَوْلَا أَنَّهُ كَانَ مِنَ الْمُسَبِّحِينَ ۝١٤٣ لَلَبِثَ فِي بَطْنِهِ إِلَى يَوْمِ يُبْعَثُونَ ۝١٤٤ فَنَبَذْنَاهُ بِالْعَرَاءِ وَهُوَ سَقِيمٌ ۝١٤٥ وَأَنْبَتْنَا عَلَيْهِ شَجَرَةً مِنْ يَقْطِينٍ ۝١٤٦ وَأَرْسَلْنَاهُ إِلَى مِائَةِ أَلْفٍ أَوْ يَزِيدُونَ ۝١٤٧ فَآمَنُوا فَمَتَّعْنَاهُمْ إِلَى حِينٍ ۝١٤٨﴾ [الصافات:139–148].
4. اعتقاد تفاضلهم فيما بينهم وأنهم ليسوا في درجة واحدة بل فضل الله بعضهم على بعض. قال تعالى: ﴿تِلْكَ الرُّسُلُ فَضَّلْنَا بَعْضَهُمْ عَلَى بَعْضٍ مِنْهُمْ مَنْ كَلَّمَ اللَّهُ وَرَفَعَ بَعْضَهُمْ دَرَجَاتٍ﴾ [البقرة:253]. قال الطبري في تفسير الآية: (يقول تعالى ذكره: هؤلاء رسلي فضلت بعضهم على بعض، فكلمت بعضهم كموسى ﷺ، ورفعت بعضهم درجات على بعض بالكرامة ورفعة المنزلة). فإنزال كل واحد منهم منزلته في الفضل والرفعة بحسب دلالات النصوص من جملة حقوقهم على الأمة.
5. الصلاة والسلام عليهم فقد أمر الله الناس بذلك وأخبر الله بإبقائه الثناء الحسن على رسله وتسليم الأمم عليهم من بعدهم. قال تعالى عن نوح: ﴿وَتَرَكْنَا عَلَيْهِ فِي الْآخِرِينَ ۝٧٨ سَلَامٌ عَلَى نُوحٍ فِي الْعَالَمِينَ ۝٧٩﴾ [الصافات:78–79]. وقال عن إبراهيم: ﴿وَتَرَكْنَا عَلَيْهِ فِي الْآخِرِينَ ۝١٠٨ سَلَامٌ عَلَى إِبْرَاهِيمَ ۝١٠٩﴾ [الصافات:108–109]. وقال عن موسى وهارون: ﴿وَتَرَكْنَا عَلَيْهِمَا فِي الْآخِرِينَ ۝١١٩ سَلَامٌ عَلَى مُوسَى وَهَارُونَ ۝١٢٠﴾ [الصافات:119–120].. قال ابن كثير: (قوله تعالى: ﴿سَلَامٌ عَلَى نُوحٍ فِي الْعَالَمِينَ ۝٧٩﴾ [الصافات:79] مفسرًا لما أبقى عليه من الذكر الجميل والثناء الحسن أنه يسلم عليه جميع الطوائف). وقد نقل الإمام النووي إجماع العلماء على جواز الصلاة على سائر الأنبياء واستحبابها. قال: (أجمعوا على الصلاة على نبينا محمد ﷺ. وكذلك أجمع من يعتد به على جوازها على سائر الأنبياء والملائكة استقلالاً، وأما غير الأنبياء فالجمهور على أنه لا يصلى عليهم ابتداء).

فهذه طائفة مما يجب للرسل من حقوق على هذه الأمة مما دلت عليه النصوص وقرره أهل العلم.

## بيان دعوة الرسل
جاءت الرسل بمنهج متكامل لإصلاح الإنسان، ولإصلاح المجتمع الإنساني، ودين كهذا يقول الذين جاؤوا به إنّه منزل من عند الله لا بدّ أن يكون في غاية الكمال، خالياً من النقائص والعيوب، لا يتعارض مع فطرة الإنسان، وسنن الكون، وقد وجهنا القرآن إلى هذا النوع من الاستدلال، فقال: ﴿وَلَوْ كَانَ مِنْ عِنْدِ غَيْرِ اللَّهِ لَوَجَدُوا فِيهِ اخْتِلَافًا كَثِيرًا ۝٨٢﴾ [النساء:82].
فكونه وحدة متكاملة يصدق بعضه بعضاً، لا تناقض فيه ولا اختلاف.
والنظر في المقاصد التي تدعو إليها الرسل، والفضائل والقيم التي يُنادون بها كلُّ ذلك من أعظم الأدلة على صدقهم، وقد قال الله تعالى: ﴿إِنَّ هَذَا الْقُرْآنَ يَهْدِي لِلَّتِي هِيَ أَقْوَمُ﴾ [الإسراء:9]. ولقد ألَّف العلماء مؤلفات في بيان كمال هذا الدين وشموله وبيان حكمة التشريع، وبيان القواعد والأسس التي تجعل هذا الدين بناء محكماً، يردد الناس النظر فيه فلا يجدون فيه عيباً ولا نقصاً.
وقد ميز الله البشر بالعقل، وأودع عقولهم إدراك قبح القبيح، وإدراك حسن الحسن، إلاّ أنّ رحمته جلّ وعلا اقتضت ألاّ يعذب خلقه على تركهم الحسن وفعلهم القبيح ما لم يُقِم عليهم الحجةَ بإرسال الرسل.
(وقد سئل أعرابيّ: بم عرفت أنّ محمداً رسول الله؟ فقال: ما أمر بشيء فقال العقل: ليته ينهى عنه، ولا نهى عن شيء، فقال العقل: ليته أمر به). وهذا الذي استدل به الأعرابي في غاية الجودة، فإن الرسل جاءت من عند الله بعلوم وشرائع يعلم العاقل المنصف عند التأمل فيها أنّه لا يمكن أن تكون آراء البشر ولا أفكارهم. والناظر في دعوة محمد ﷺ يكون مكابراً أعظم المكابرة إن لم يعتبر ولم يؤمن، فعليه السلام جاء بهذا القرآن الذي عجزت الإنس والجنُّ عن الإتيان بمثله، وقد حوى من الأخبار الماضية والآتية، والعلوم المختلفة ما يخضع له المنصف، ويجعله يسبح بحمد الله طويلاً. هذا الكتاب وتلك العلوم تصل إلينا على يد رجل أميّ، لم يمسك بالقلم يوماً، ولم يكن يقرأ ما سطره العلماء والكتاب من قبل ﴿وَمَا كُنْتَ تَتْلُو مِنْ قَبْلِهِ مِنْ كِتَابٍ وَلَا تَخُطُّهُ بِيَمِينِكَ إِذًا لَارْتَابَ الْمُبْطِلُونَ ۝٤٨﴾ [العنكبوت:48].
ليس أمراً عادياً أن يتحول رجل أميّ بين عشية وضحاها إلى معلم بشرية، يبذل العلم للناس، ويقوّم علوم السابقين، ويبين ما فيها من تحريف وتغير. لقد كان هذا الدليل يجول في نفوس أهل مكة، فهم يعرفون محمداً ﷺ قبل أن يأتيهم بما أتاهم به، ويعلمون أُميته، ولذلك لم يكن منهم إلا التمحل وجحود الحقّ بعد معرفته ﴿فَإِنَّهُمْ لَا يُكَذِّبُونَكَ وَلَكِنَّ الظَّالِمِينَ بِآيَاتِ اللَّهِ يَجْحَدُونَ ۝٣٣﴾ [الأنعام:33] لقد وصلت بهم السفاهة إلى الزعم بأن الذي يأتي محمداً ﷺ بهذا العلم حداد رومي كان بمكة، وإنه لفرية مضحكة ﴿لِسَانُ الَّذِي يُلْحِدُونَ إِلَيْهِ أَعْجَمِيٌّ وَهَذَا لِسَانٌ عَرَبِيٌّ مُبِينٌ ۝١٠٣﴾ [النحل:103]. وقد ضربت الملائكة للرسول ﷺ مثلاً يوضح دوره، ويبين وظيفته، فعن جابر بن عبد الله قال: «جاءت ملائكة إلى النبي ﷺ وهو نائم فقال بعضهم إنه نائم. وقال بعضهم إن العين نائمة والقلب يقظان. فقالوا إن لصاحبكم هذا مثلا فاضربوا له مثلاً. فقالوا مثله كمثل رجل بنى داراً، وجعل فيها مأدبة وبعث داعياً، فمن أجاب الداعي دخل الدار وأكل من المأدبة، ومن لم يجب الداعي لم يدخل الدار ولم يأكل من المأدبة فقالوا أولوها له يفقهها. فقالوا فالدار الجنة، والداعي محمد ﷺ فمن أطاع محمدًا ﷺ فقد أطاع الله، ومن عصى محمداً فقد عصى الله، ومحمد ﷺ فرق بين الناس».

## آثار وثمار الإيمان بالرسل
من ثمرات الإيمان بالرسل:
1. العلم برحمة الله تعالى، وعنايته بخلقه، حيث أرسل إليهم أولئك الرسل الكرام، للهداية والإرشاد.
2. شكره تعالى، على هذه النعمة الكبرى.
3. محبة الرسل، وتوقيرهم، والثناء عليهم، بما يليق بهم، لأنهم رسل الله تعالى، وخلاصة عبيده، قاموا لله بعبادته، وتبليغ رسالته، والنصح لعباده، والصبر على أذاهم.[30]
4. اتباع الرسالة التي جاءت بها الرسل، من عند الله ، وهي عبادة الله وحده لا شريك له، والعمل بها، فيتحقق للمؤمنين في حياتهم الخير والهداية والسعادة في الدارين .. قال تعالى: ﴿فَمَنِ اتَّبَعَ هُدَايَ فَلَا يَضِلُّ وَلَا يَشْقَى ۝١٢٣ وَمَنْ أَعْرَضَ عَنْ ذِكْرِي فَإِنَّ لَهُ مَعِيشَةً ضَنْكًا﴾ [طه:123–124].